# 萧晔
上黃替侯蕭曄（6世紀—6世紀），字通明，南蘭陵郡蘭陵縣人，南朝梁始興忠武王蕭憺第五子。

## 生平
普通二年（521年），蕭曄以王子例封安陸縣開國侯，食邑五百戶。始興王蕭憺病危後，蕭曄侍疾衣不釋帶，言與淚并。普通三年十一月甲午（522年12月9日），蕭憺去世。梁武帝以蕭憺艱難王業，準備追增其食邑。始興王世子蕭亮固辭增邑，不獲許後又乞求改為給諸弟增邑。普通六年（525年），蕭曄服闋，遂被改封為上黃縣開國侯，增邑，兼宗正卿。
中大通三年（531年），蕭綱被立為皇太子，蕭曄作《儲德頌》獻於蕭綱。後來，蕭曄遷任給事黃門侍郎，又出京任晉陵太守。蕭曄名盛海內，受到宗室的推重，特被皇太子蕭綱友愛，與第四兄新渝侯蕭暎、從父兄建安侯蕭正立、從父弟南浦侯蕭推並稱為“東宮四友”，常參與東宮的密宴。蕭曄出為晉陵太守六年後，卒於任上，因寢疾歷年、官曹壅滯而被有司案諡法「言行相違曰替」諡為替侯。

## 後代
子：蕭愨，字仁祖，梁末入北齊

## 延伸阅读
[在维基数据编辑]
 《南齊書·卷35》，出自萧子显《南齊書》
 《南史/卷43》，出自李延壽《南史》